# Masacrul din Cumbria din 2010
Pe data de 2 iunie 2010, 12 oameni au fost uciși, iar alți 25 răniți, după ce un bărbat înarmat a tras la întâmplare în diverse localități din comitatul Cumbria, Regatul Unit. Asasinul, Derrick Bird (1957-2010), a fost găsit de autorități după câteva ore, într-o pădure împușcat în cap. 

## Victime ucise

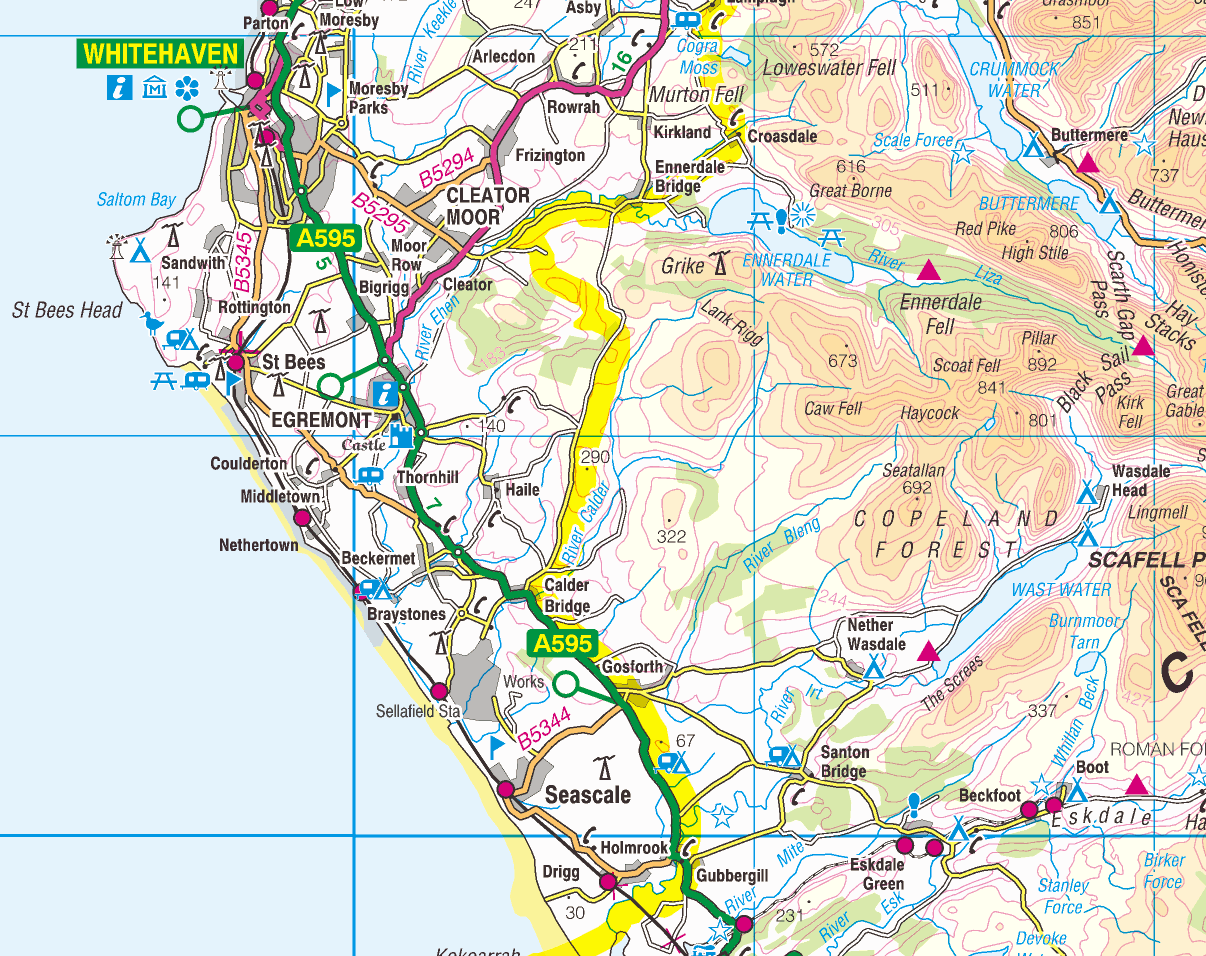
Cumbria, Regatul Unit

- David Bird, fratele geamăn al asasinului.[2] [3]
- Kevin J Commons, raportat a fi avocat de familie.[2]
- Darren Rewcastle[4] (șofer de taxi, raportat ca fiind o cunoștință a pistolarului) [5]
- Kenneth Fishburn[6]
- Susan Hughes[7]
- Jennifer Jackson[7]
- John Jackson, soțul lui Jennifer.[7]
- Michael Pike[8]
- Garry Purdham[4]
- Jane Robinson[8]
- Cel puțin alte două persoane